# Waadbroek

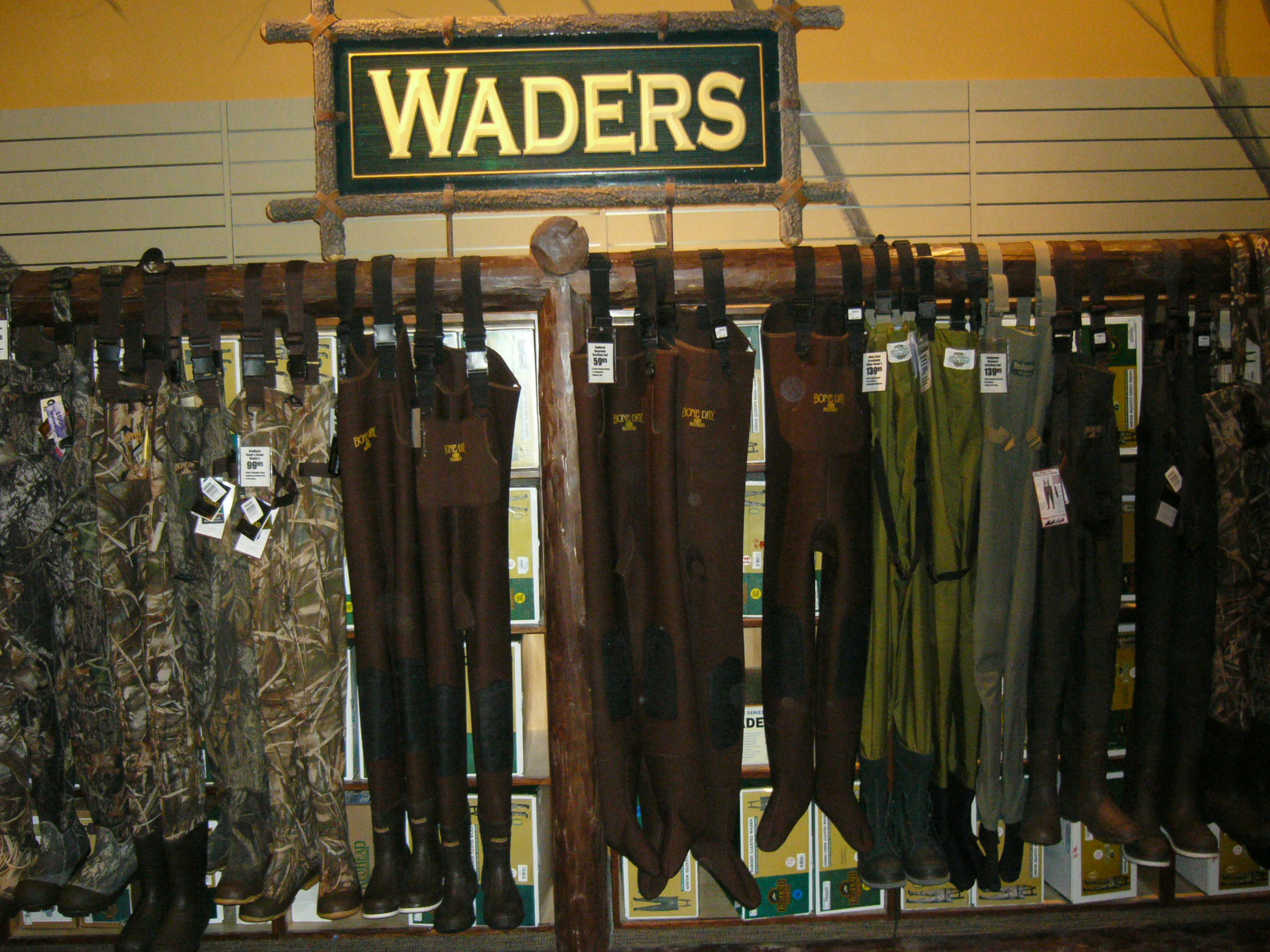
Verschillende waadbroeken

Een waadbroek (Engels: chest wader) is een broek van waterdicht materiaal. De pijpen van de broek eindigen in laarzen, terwijl het bovenstuk van de broek tot vlak onder de schouders reikt. Het geheel wordt opgehouden door bretels. In het verleden werd zo'n broek veelal gemaakt van rubber of canvas, tegenwoordig gewoonlijk van pvc.
Waadbroeken worden gebruikt om werkzaamheden uit te voeren in vrij diep water, zonder nat te worden. Te denken valt aan visserij, reparatie- en bergingswerkzaamheden, het bestrijden van muskusratten en hulp bij overstromingen. Ze worden ook gebruikt door dominees bij een doop door onderdompeling en in het verleden door motorrijders om droge benen te houden, soms in combinatie met een schootskleed.